# Mimosa hadrocarpa
Mimosa hadrocarpa är en ärtväxtart som beskrevs av A.R.Molina. Mimosa hadrocarpa ingår i släktet mimosor, och familjen ärtväxter. Inga underarter finns listade i Catalogue of Life.